# 조셉키슬리상
조셉키슬리상 이나 조셉 F. 키슬리 측정 과학 발전상(Joseph F. Keithley Award For Advances in Measurement Science)은 미국 물리학회(APS)가 수여하는 상으로, 1998년에 처음 제정되었다. 이 상은 키슬리 인스트루먼츠(Keithley Instruments)의 창립자인 조셉 F. 키슬리를 기리기 위해 만들어졌다. 매년 측정 기술 및 장비 분야에서 뛰어난 공헌을 한 개인이나 단체에게 수여되며, 키슬리 인스트루먼츠와 측정 과학 및 기기 학술 그룹(GIMS)이 후원합다.
이 상은 키슬리 인스트루먼츠가 후원하는 유사한 이름의 상인 전기전자공학자협회(IEEE)의 조셉 F. 키슬리 기기 및 측정상(IEEE Joseph F. Keithley Award in Instrumentation and Measurement)과 혼동해서는 안 된다.

## 수상자
이 상은 다음과 같은 인물들에게 수여되었다.
- 1998: John Clarke
- 1999: Simon Foner
- 2000: Calvin Quate|Calvin Forrest Quate, Kumar Wickramasinghe|H. Kumar Wickramasinghe
- 2001: James E. Faller
- 2002: Robert J. Soulen, Jr.
- 2003: 아서 애슈킨 (Arthur Ashkin)
- 2004: Virgil Bruce Elings
- 2005: E. Dwight Adams
- 2006: Frances Hellman[1]
- 2007: Kent D. Irwin[2]
- 2008: Bjorn Wannberg[3]
- 2009: Robert J. Schoelkopf[4]
- 2010: Eugene Ivanov[5]
- 2011: Ian Walmsley[6]
- 2012: Andreas Mandelis[7]
- 2013: David McClelland, Nergis Mavalvala, Roman Schnabel
- 2014: Franz Josef Giessibl[8]
- 2015: Daniel T. Pierce, John Unguris, Robert J. Celotta
- 2016: Albert Migliori[9]
- 2017: Peter Denes[10]
- 2018: 안드레아스 하인리히 (Andreas J. Heinrich), Joseph A. Stroscio, Wilson Ho
- 2019: Zahid Hussain[11]
- 2020: No award given.
- 2021: Irfan Siddiqi[12]
- 2022: Daniel Rugar and John Mamin
- 2023: Joel N. Ullom
- 2024: David A Muller
- 2025: Frances M. Ross